# James Syme
James Syme, född 7 november 1799 i Edinburgh, Skottland, död 26 juni 1870, Millbank House, nära Edinburgh, var en skotsk kirurg och pionjär inom medicin. Han började 1817 studera medicin och upptäckte sin fallenhet för kemi. Hans kemiska experiment ledde till hans upptäckt att en substans i stenkolstjära löser upp latex, vilken sedan kunde användas för att impregnera textilier. Syme var professor i kirurgi i Edinburgh 1833-69.

## Biografi
Syme var son till John Syme, WS från Cartmore och Lochore, gods i Fife och Kinross. Hans far, som förlorade det mesta av sin förmögenhet när han försökte utveckla mineraltillgångarna på sin egendom, hade en juridisk praktik på 23 North Hanover Street, inte långt från Princes Street i Edinburgh.
Syme utbildades vid Royal High School från nio års ålder och stannade tills han var femton år, då han började studera på University of Edinburgh. I två år deltog han fackklasserna (bland annat botanik), och 1817 började han på den medicinska läroplanen och ägnade sig särskilt åt kemi. Hans kemiska experiment ledde honom till upptäckten att ett värdefullt ämne kan erhållas från stenkoltjära som har egenskapen att lösa upp gummi och kan användas för impregnering av siden och andra textiltyger; en idé som patenterades några månader senare av Charles Macintosh från Glasgow.
Åren 1818–1819 blev Syme assistent och demonstrator i dissekeringsrummet för Robert Liston, som hade börjat som extramural lärare i anatomi parallellt med Listons gamla mästare, John Barclay. Under dessa år höll han också avtalade möten i sjukstugan och febersjukhuset och tillbringade en tid i Paris med att praktisera dissektion och operativ kirurgi. Syme var en viktig mentor för Joseph Lister som senare kom att revolutionera kirurgin genom införandet av antiseptiska metoder.

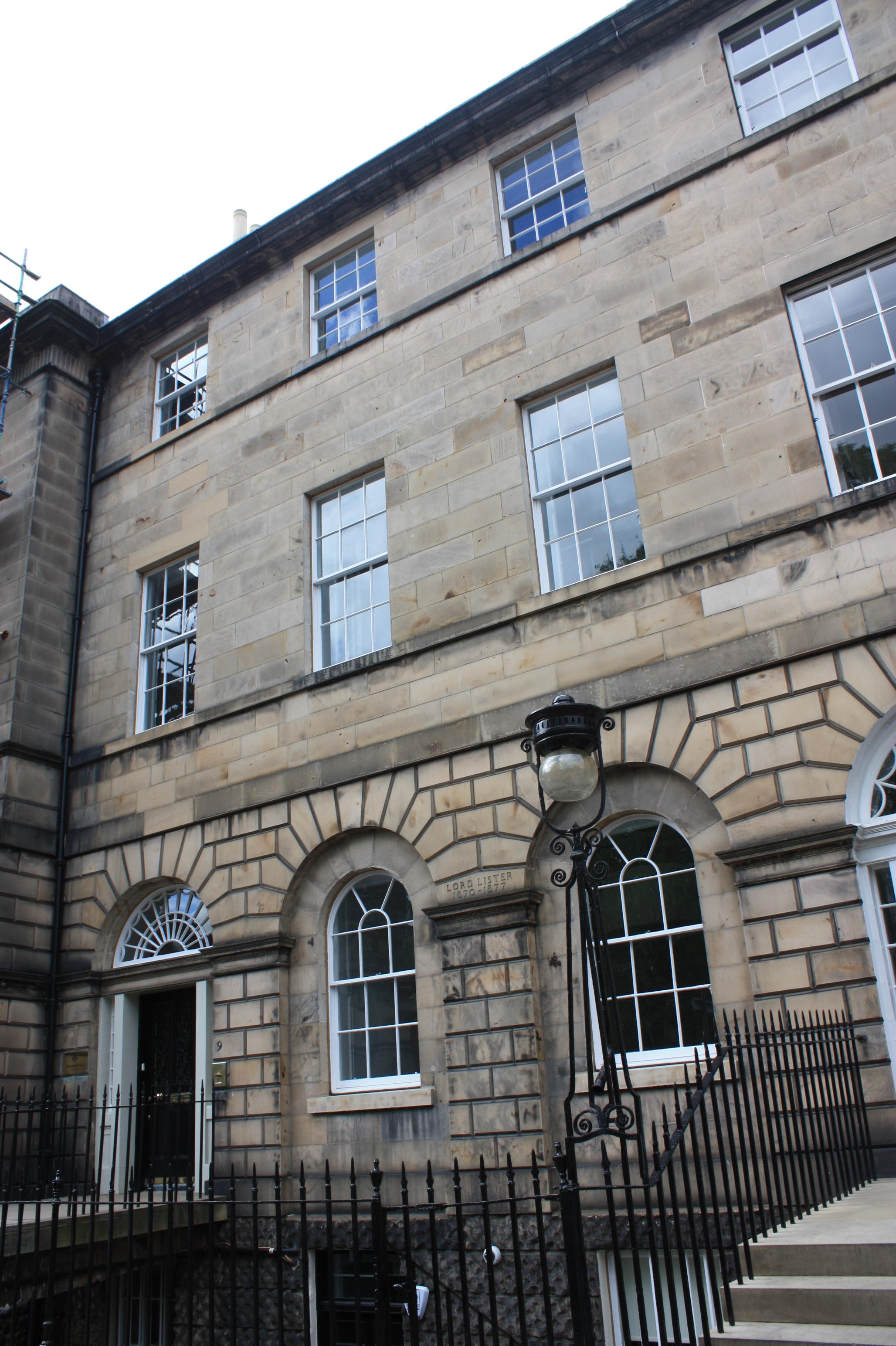
Symes hem på 9 Charlotte Square, Edinburgh

Syme gifte sig två gånger, först med Anne Willis, syster till hans tidigare kollega, Robert Willis. Hon dog 1840, medan hon födde deras nionde barn, varav endast två, döttrarna Agnes och Lucy, överlevde till vuxen ålder. I december 1841 gifte han sig med Jemima Burn. Paret fick fem barn, varav tre överlevde till vuxen ålder.

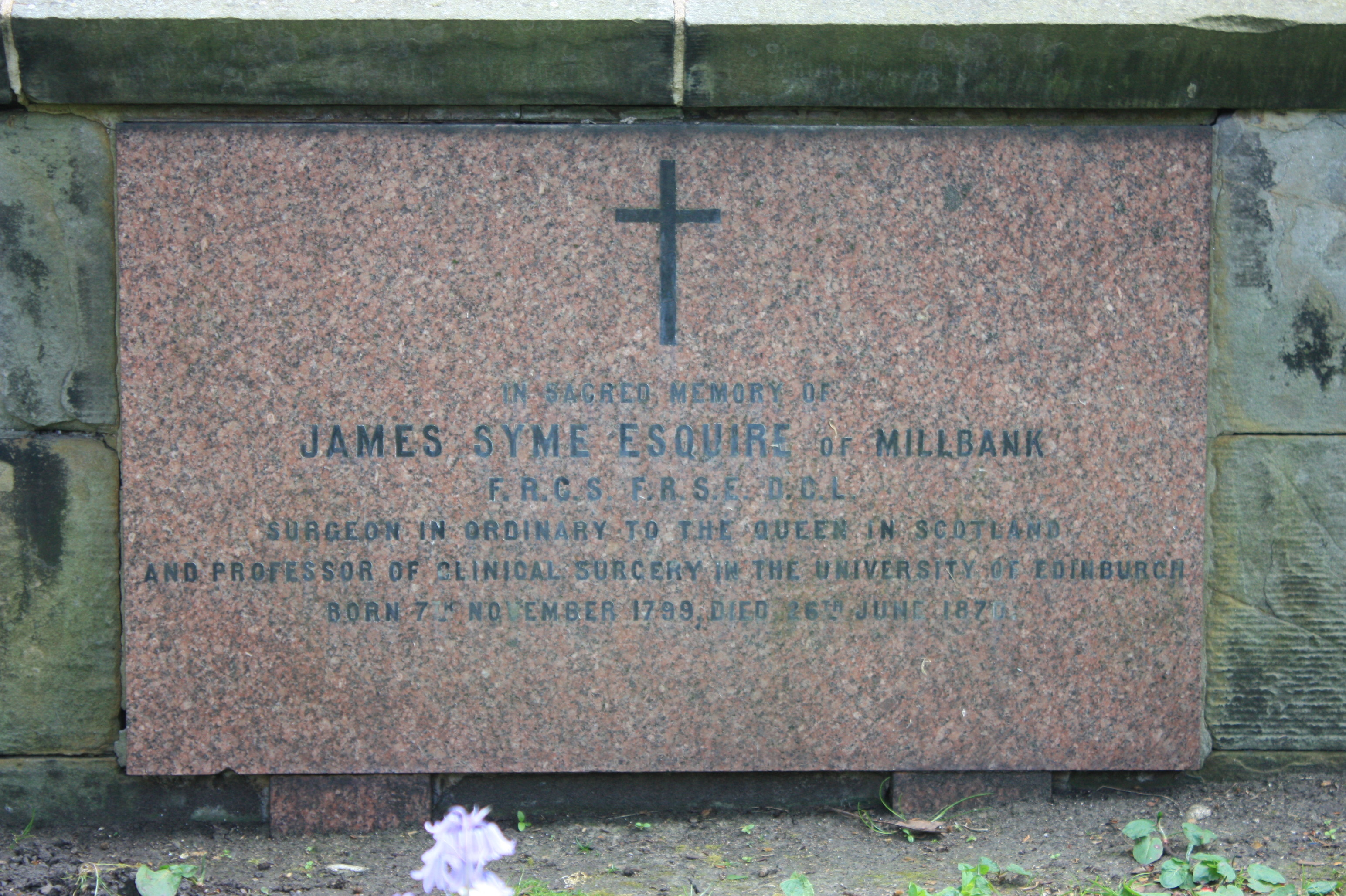
James Symes grav på St John's Episcopal Churchyard, Edinburgh

I april 1869 fick han ett förlamande anfall och avgick genast från sitt ämbete. Han återfick aldrig sina krafter och dog nära Edinburgh i juni 1870. Han var kristen och hade en religiös känsla som ökade i takt med att han blev äldre.

## Karriär och vetenskapligt arbete
År 1823 överlämnade Liston hela ansvaret för sina anatomiklasser till Syme, men behöll sitt intresse för skolan som ett ekonomiskt företag. Arrangemanget fungerade inte smidigt, och en fejd med Liston uppstod, som inte slutade förrän tjugo år senare, när Liston bosatte sig i London.
Åren 1824–1825 grundade Syme Brown Square School of Medicine, men var återigen oense med sina partners i satsningen. Han tillkännagav sin avsikt att endast utöva kirurgi och startade ett eget kirurgiskt sjukhus, Minto House Hospital, som han bedrev från maj 1829 till september 1833 och med stor framgång som kirurgisk välgörenhet och skola för klinisk undervisning. Det var här han först omsatte sin metod för klinisk undervisning i praktiken, som bestod i att patienterna som skulle opereras eller visas upp fördes från avdelningen till en föreläsningssal eller teater där studenterna satt bekvämt för att se och anteckna.
Symes privata praktik hade blivit mycket betydande, hans ställning hade varit säkerställd ända sedan hans amputation vid höftleden 1823, den första operationen av det slaget i Skottland. År 1833 efterträdde han James Russell som professor i klinisk kirurgi vid Edinburgh University och en regelförändring krävde att närvaro på hans kurs skulle vara obligatorisk för alla kandidater till läkarexamen. När Liston flyttade till London 1835 blev Syme den ledande konsultkirurgen i Skottland.
År 1849 valdes Syme till president för Royal College of Surgeons of Edinburgh.
År 1849 tog han upp frågan om medicinsk reform och 1858 antogs en medicinsk lag som i stort sett följde de linjer som han själv fastställde. Som medlem av det allmänna medicinska rådet som tillkallades genom lagen väckte han 1868 stor uppståndelse genom ett kompromisslöst uttalande om doktriner om medicinsk utbildning, som av många ansågs vara reaktionära. De var emellertid bara ett försök att rekommendera de metoder som hade varit karakteristiska för Edinburghundervisningen sedan William Cullens tid - nämligen en ständig hänvisning av fakta till principer, underordnandet (men inte uppoffrandet) av tekniska detaljer till generaliteter och preferensen hos stora professionella klasser och magnetismen av siffror till handledningssystemet, som han identifierade med ipackning.
På 1860-talet verkade Syme som kirurg vid Leith Hospital.